# راندي أندرسون
راندي أندرسون (بالإنجليزية: Randy Anderson)‏ هو مصارع هاوي أمريكي، ولد في 17 يوليو 1959 في روما في الولايات المتحدة، وتوفي بنفس المكان في 5 مايو 2002 بسبب سرطان الخصية.

## روابط خارجية
- راندي أندرسون على موقع CageMatch worker (الإنجليزية)